# Carla Campra

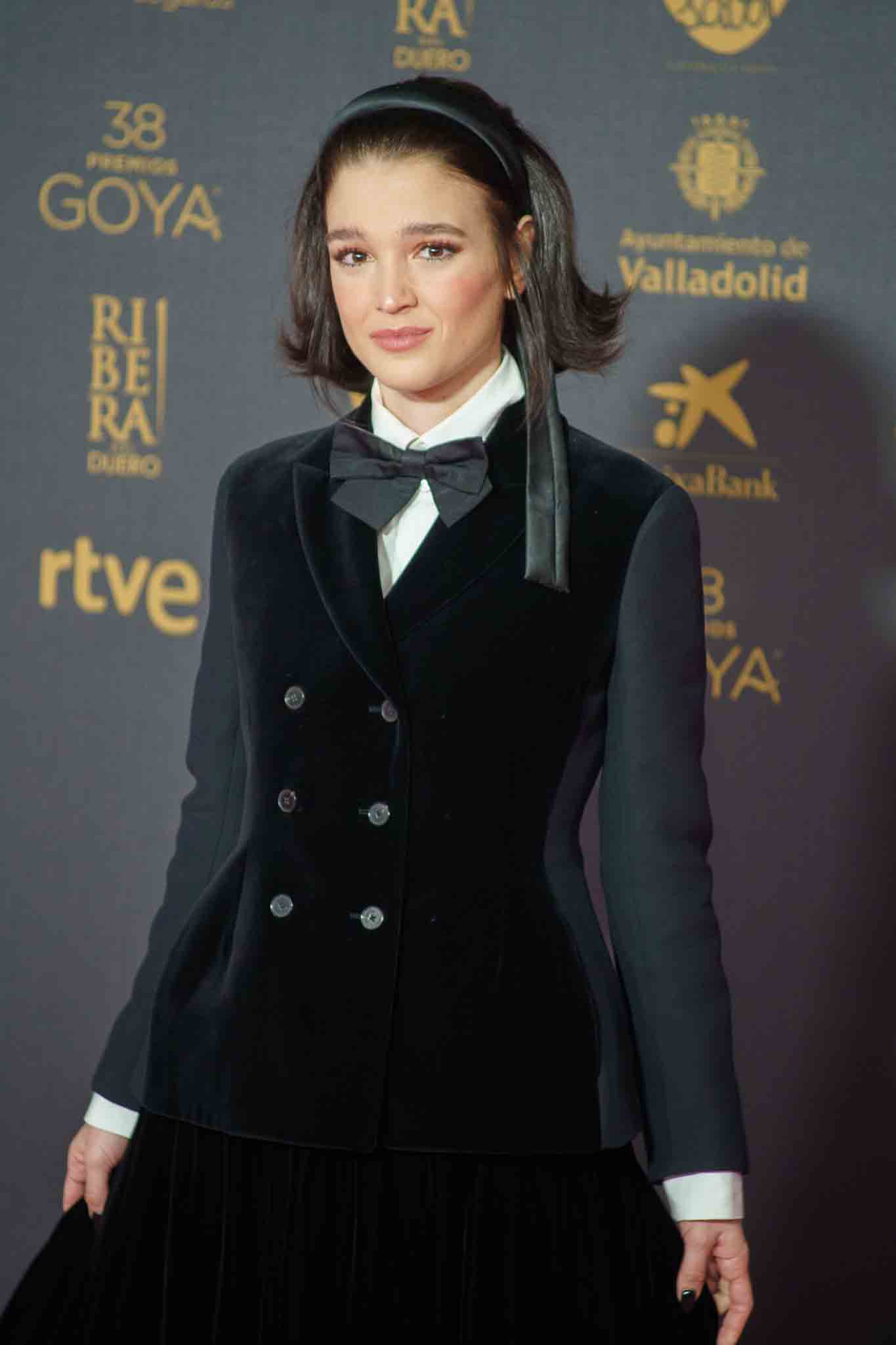
Carla Campra, 2024

Carla María Campra Elizalde (* 16. April 1999 in Barcelona) ist eine spanische Schauspielerin.

## Biografie
Campra wurde am 16. April 1999 in Barcelona geboren. Sie ist die Schwester des Schauspielers Guillermo Campra. Ihr Debüt gab sie 2007 in dem Film Atlas de geografía humana. Anschließend war sie 2008 in der Fernsehserie Cazadores de hombres zu sehen.
Von 2008 bis 2009 gehörte sie zur Besetzung der Serie Yo soy Bea. 2017 bekam Campra in dem Film Verónica – Spiel mit dem Teufel die Hauptrolle. 2018 setzte sie ihre Karriere mit dem Film Offenes Geheimnis fort. 2022 trat sie in der Serie Feria: Dunkles Licht auf.

## Filmografie
Filme
- 2007: Atlas de geografía humana
- 2011: El sueño de Iván
- 2014: Marsella
- 2017: Verónica – Spiel mit dem Teufel (Verónica)
- 2018: Offenes Geheimnis (Todos lo saben)
- 2022: La manzana de oro
- 2022: The Communion Girl (La niña de la comunión)
- 2024: Sugar (Kurzfilm)

Serien
- 2008: Cazadores de hombres (Folge 1x04)
- 2008–2009: Yo soy Bea (41 Folgen)
- 2009: La Mari 2 (zwei Folgen)
- 2009: 90-60-90, diario secreto de una adolescente (acht Folgen)
- 2010: No soy como tú (zwei Folgen)
- 2011: La duquesa II (Folge 1x01)
- 2011–2012: Águila Roja (zwei Folgen)
- 2016: El hombre de tu vida (Folge 1x05)
- 2016: Centro médico (zwei Folgen)
- 2018–2019: La otra mirada (21 Folgen)
- 2019: Terror.app (sechs Folgen)
- 2019–2021: Señoras del (h)AMPA (sieben Folgen)
- 2020: 30 Monedas (Folge 1x02)
- 2020: Acacias 38 (44 Folgen)
- 2021: La Templanza (Folge 1x01)
- 2022: Feria: Dunkles Licht (Feria: La luz más oscura, acht Folgen)
- 2022–2023: Heilige Familie (Sagrada familia, 16 Folgen)
- 2024: Atasco (Folge 1x01)
- 2024: Land of Women  (drei Folgen)
- 2024–2025: Asuntos internos (sechs Folgen)